# Arena Fyn
Die Arena Fyn, seit 2019 offiziell Jyske Bank Arena, ist eine Mehrzweckhalle in Odense, dem Hauptort der dänischen Insel Fünen.

## Geschichte
Die Halle wurde am 6. Oktober 2007 als Erweiterung des Kongresszentrums Odense Congress Center eröffnet. Sie bietet bei Sportereignissen 4000 Plätze. Bei Konzerten oder anderen Kulturveranstaltungen fasst die Halle bis zu 5000 Zuschauer. Sie trug infolge eines Sponsoringvertrages den Namen Sparekassen Fyn Arena; seit 2019 trägt sie den Namen des Hauptsponsors Jyske Bank.
Der Handballverein Odense Håndbold trug vorübergehend seine Heimspiele in der Arena aus. Neben dem Handball wurde in der Arena Fyn 2008 ein international besetztes Damen-Tennisturnier, die Nordea Danish Open (ITF Women’s World Tennis Tour) ausgetragen. Außerdem finden Konzerte statt. 2014 wurde der Dansk Melodi Grand Prix als dänischer Vorentscheid für den Eurovision Song Contest 2014 in Kopenhagen in der Halle ausgetragen.
Die Arena Fyn war einer der Spielorte der Volleyball-Europameisterschaft der Männer 2013 sowie der Handball-Europameisterschaft der Männer 2014.